# Гривенников, Игорь Анатольевич
Игорь Анатольевич Гривенников (род. 11 июля 1952 года, Москва, СССР) — советский пловец. Двукратный призёр Летних Олимпийских игр 1972 в эстафетах 4×100 м (серебро) и 4×200 м (бронза) вольным стилем. Серебряный призёр Чемпионата мира 1973 в эстафете 4×100 м вольным стилем. Мастер спорта СССР международного класса. Заслуженный мастер спорта России.
Выпускник кафедры биохимии МГУ им. М.В. Ломоносова. Кандидат биологических наук, с 2006 года - доктор биологических наук, профессор, лауреат премии Правительства Российской Федерации. Член американского общества нейронаук, Российского общества биохимии и молекулярной биологии. Автор около 50 научных статей и 4 патентов. В Институте молекулярной генетики РАН работает с 1987 года, в настоящее время заведует Лабораторией молекулярной генетики соматических клеток.